# Balmy Beach de Toronto
Le Balmy Beach de Toronto, communément surnommé les « Beachers » (en anglais, Toronto Balmy Beach Beachers) est une ancienne équipe de football canadien basée à Toronto en Ontario (Canada). Ils ont été membres de l'Ontario Rugby Football Union (ORFU) de 1924 à 1957, à l'exception de la saison 1941 où ils ont fait partie de l'éphémère Eastern Rugby Football Union. Bien que ne faisant pas partie de la plus puissante Interprovincial Rugby Football Union (IRFU), le club a quand même participé quatre fois à la finale de la coupe Grey et l'a remportée à deux reprises, en 1927 et en 1930.

## Histoire
Le Balmy Beach Club a été fondé en 1903 dans l'est de Toronto, sur la rive du lac Ontario. À ses débuts, le club comprend des sections de canotage et de boulingrin, mais prévoyait dans sa constitution de participer à d'autres sports. Une équipe de football existe dès 1914, jouant des matchs d'exhibition. C'est cependant en 1924 qu'une équipe est admise dans l'Ontario Rugby Football Union. Cette équipe de football canadien, ou de rugby comme ce sport était appelé à l'époque, est fondé par plusieurs personnes, dont Ted Reeve (en), Hooley Smith, Yip Foster (en), James « Bubs » Britton (en) et Alex Ponton (en), ancien sprinter et futur entraîneur du club. Reeve et Ponton avaient précédemment joué pour les Argonauts de Toronto.
Dès sa première saison, le Balmy Beach termine premier de l'ORFU, et affronte l'Université Queen's dans ce qui devait être la finale de l'Est du Canada, mais qui devient finalement le match pour la coupe Grey, car les Victorias de Winnipeg, champions de l'Ouest, décident finalement de ne pas venir jouer la grande finale. Balmy Beach est battu 11 à 3, mais malgré ce qu'indique le pointage, le match est serré et spectaculaire. Les trois années suivantes le Balmy Beach termine chaque fois premier du classement et obtient ainsi le droit d'affronter les champions des autres associations pour le championnat national. En 1927, une nouvelle fois aucune équipe de l'Ouest du pays ne vient disputer le match de la coupe Grey, et par une victoire de 9 à 6 contre Hamilton le Balmy Beach décroche son premier championnat national. 
Après s'être laissé surprendre deux fois en éliminatoires malgré une fiche parfaite en saison régulière, le Balmy Beach renoue avec le triomphe en 1930 en battant les Roughriders de Regina 11 à 6 pour obtenir leur deuxième et dernière coupe Grey. Il avait auparavant battu les puissants Tigers de Hamilton de l'IRFU en finale de l'Est.
Cependant pour le reste des années 1930 Balmy Beach n'est plus le champion incontesté de l'ORFU, cet honneur revenant aux Imperials de Sarnia (en) qui sont champions de la ligue neuf années de suite. Ce n'est qu'en 1940, alors que la guerre prive plusieurs équipes de bons joueurs, que les Beachers reviennent au sommet du classement. Cette année-là une nouvelle dispute entre les ligues de l'Ouest et de l'Est du Canada empêche la tenue d'une vraie finale nationale, et le championnat de l'Est que Balmy Beach perd contre les Rough Riders d'Ottawa devient éventuellement la finale de la coupe Grey, une dernière participation pour le club. En 1941, l'IRFU cesse ses activités pour la durée de la guerre, mais trois de ses équipes qui désirent continuer de jouer invitent le club Balmy Beach à se joindre à elles dans une nouvelle organisation qui prend le nom de « Eastern Rugby Football Union ». Après avoir opéré pendant une saison, l'ERFU suspend ses activités en août 1942 et Balmy Beach retourne dans l'ORFU. Jusqu'en 1947 le club conserve continuellement une fiche gagnante et se rend deux fois en finale de l'Est du Canada, mais est battu à chaque fois par les Argonauts. 
En avril 1948, le Balmy Beach fusionne avec l'autre club torontois de l'ORFU, les Indians, afin d'être en mesure de concurrencer plus efficacement les Argonauts et le club de l'Université de Toronto pour les assistances. Cette fusion sous le nom de Beaches-Indians ne dure cependant qu'un an et en 1949 le Balmy Beach reprend son nom d'origine. Au cours des années 1950 le club parvient encore deux fois à la demi-finale de la coupe Grey, mais est défait largement les deux fois, 43-13 par Toronto en 1950 et 24-4 par Winnipeg en 1953. 
Avant le début de la saison 1955, l'ORFU est exclue de la compétition pour la coupe Grey. Ses équipes n'étaient de toute façon plus du même calibre que celles de l'IRFU ou de la WIFU depuis plusieurs années. Deux ans plus tard, après une dernière saison de misère, l'équipe de Balmy Beach cesse d'exister.

## Stade
Le Balmy Beach n'a pas disposé d'un stade attitré durant son existence, devant louer différents emplacements, dont les suivants:
- Le Toronto Athletic Field, aussi appelé Scarboro Beach Stadium, en 1924 et 1925[19],[20]
- Le Varsity Stadium entre 1926 et 1957
- Le Oakwood Stadium entre 1927 et 1948[21]
- Le Ulster Stadium entre 1930 et 1939[22]
- Le Maple Leaf Stadium entre 1938 et 1955[23]
- Le East York Memorial Stadium entre 1949 et 1951[24]
- Le Millen Memorial Stadium en 1954 et 1955[25]

## Résultats saison par saison
|                         | Division       | M.J. | Vic. | Déf. | Nuls | P.P. | P.C. | Pts | Pos.           | Éliminatoires |
| Toronto Balmy Beach     |                |      |      |      |      |      |      |     |                | |
| 1924                    | ORFU           | 4    | 3    | 1    | 0    | 43   | 43   | 6   | 1/3            | Coupe Grey: Université Queen's 11, Balmy Beach 3 |
| 1925                    | ORFU           | 6    | 5    | 1    | 0    | 73   | 37   | 10  | 1/4            | Demi-finale de l'Est: Université Queen's 21, Balmy Beach 9 |
| 1926                    | ORFU           | 6    | 6    | 0    | 0    | 65   | 25   | 12  | 1/4            | Finale de l'Est: Senators d'Ottawa 7, Balmy Beach 6 |
| 1927                    | ORFU           | 6    | 5    | 1    | 0    | 110  | 23   | 10  | 1/4            | Coupe Grey: Balmy Beach 9, Tigers de Hamilton 6 |
| 1928                    | ORFU, groupe 2 | 4    | 4    | 0    | 0    | 103  | 6    | 8   | 1/3            | Demi-finale de l'ORFU: Orfuns de l'Université de Toronto 1, Balmy Beach 0 |
| 1929                    | ORFU Est       | 6    | 6    | 0    | 0    | 104  | 27   | 12  | 1/4            | Finale de l'ORFU: Imperials de Sarnia 3, Balmy Beach 0 |
| 1930                    | ORFU Est       | 4    | 4    | 0    | 0    | 70   | 23   | 8   | 1/3            | Finale de l'ORFU: Balmy Beach 18, Tiger Cubs de Hamilton 8 Finale de l'Est: Balmy Beach 8, Tigers de Hamilton 5 Coupe Grey: Balmy Beach 11, Roughriders de Regina 6                                                                                      |
| 1931                    | ORFU Est       | 4    | 3    | 1    | 0    | 52   | 4    | 6   | 1/3            | Finale de l'ORFU: Sarnia 10, Balmy Beach 0 |
| 1932                    | ORFU           | 6    | 4    | 1    | 1    | 60   | 40   | 9   | 2/4            | Non qualifiés |
| 1933                    | ORFU           | 5    | 3    | 2    | 0    | 52   | 64   | 6   | 2/4            | Non qualifiés |
| 1934                    | ORFU           | 6    | 0    | 6    | 0    | 32   | 84   | 0   | 4/4            | Non qualifiés |
| 1935                    | ORFU           | 4    | 2    | 2    | 0    | 59   | 17   | 4   | 2/3            | Finale de l'ORFU (total de deux matchs): Sarnia 17, Balmy Beach 1 |
| 1936                    | ORFU           | 4    | 3    | 1    | 0    | 62   | 25   | 6   | 2/3            | Finale de l'ORFU: Sarnia 11, Balmy Beach 7 |
| 1937                    | ORFU           | 3    | 1    | 1    | 1    | 41   | 23   | 3   | 2/3            | Non qualifiés |
| 1938                    | ORFU           | 6    | 3    | 3    | 0    | 73   | 33   | 6   | 3/4            | Non qualifiés |
| 1939                    | ORFU           | 6    | 3    | 2    | 1    | 58   | 27   | 7   | 3/4            | Non qualifiés |
| 1940                    | ORFU           | 6    | 6    | 0    | 0    | 75   | 12   | 12  | 1/4            | Finale de l'ORFU (total de deux matchs): Balmy Beach 36, Sarnia 2/26 Battery 0 Coupe Grey (total de deux matchs): Rough Riders d'Ottawa 20, Balmy Beach 7                                                                                                |
| 1941                    | ERFU           | 6    | 2    | 4    | 0    | 27   | 34   | 4   | 3/4            | Non qualifiés |
| 1942                    | ORFU           | 10   | 7    | 3    | 0    | 125  | 89   | 14  | 2/6            | Finale de l'ORFU: Toronto RCAF Hurricanes 24, Balmy Beach 0 |
| 1943                    | ORFU           | 10   | 8    | 2    | 0    | 148  | 74   | 16  | 2/6            | Finale de l'ORFU: Flying Wildcats de Hamilton 7, Balmy Beach 2 |
| 1944                    | ORFU           | 6    | 4    | 2    | 0    | 105  | 33   | 8   | 2/4            | Finale de l'ORFU (total de deux matchs): Flying Wildcats de Hamilton 13, Balmy Beach 10 |
| 1945                    | ORFU           | 8    | 6    | 2    | 0    | 112  | 66   | 12  | 2/5            | Finale de l'ORFU (total de deux matchs): Balmy Beach 17, Indians de Toronto 1 Finale de l'Est: Argonauts de Toronto 14, Balmy Beach 2 |
| 1946                    | ORFU           | 10   | 6    | 4    | 0    | 112  | 84   | 12  | 3/6            | Demi-finale de l'ORFU: Balmy Beach 12, Indians de Toronto 7 Finale de l'ORFU: Balmy Beach 13, Wildcats de Hamilton 6 Finale de l'Est: Argonauts de Toronto 22, Balmy Beach 12                                                                            |
| 1947                    | ORFU           | 10   | 7    | 3    | 0    | 103  | 100  | 14  | 2/6            | Demi-finale de l'ORFU: Trojans d'Ottawa 16, Balmy Beach 7 |
| Toronto Beaches-Indians |                |      |      |      |      |      |      |     |                | |
| 1948                    | ORFU           | 9    | 5    | 4    | 0    | 124  | 86   | 10  | 2/4            | Finale de l'ORFU (total de deux matchs): Tigers de Hamilton 39, Beaches-Indians 1 |
| Toronto Balmy Beach     |                |      |      |      |      |      |      |     |                | |
| 1949                    | ORFU           | 12   | 1    | 11   | 0    | 55   | 289  | 2   | 4/4            | Non qualifiés |
| 1950                    | ORFU           | 8    | 6    | 2    | 0    | 162  | 100  | 12  | 1/3            | Finale de l'ORFU (total de deux matchs): Balmy Beach 35, Imperials de Sarnia 21 Finale de l'Est: Argonauts de Toronto 43, Balmy Beach 13 |
| 1951                    | ORFU           | 10   | 7    | 3    | 0    | 173  | 124  | 18  | 2/4            | Finale de l'ORFU (total de deux matchs): Imperials de Sarnia 56, Balmy Beach 53 |
| 1952                    | ORFU           | 11   | 8    | 3    | 0    | 215  | 156  | 16  | 2/4            | Finale de l'ORFU (total de deux matchs): Imperials de Sarnia 65, Balmy Beach 19 |
| 1953                    | ORFU           | 12   | 8    | 4    | 0    | 252  | 145  | 16  | 1/4 (ex aequo) | Demi-finale de l'ORFU (total de deux matchs, bris d'égalité): Balmy Beach 18, Imperials de Sarnia 12 Finale de l'ORFU (total de deux matchs): Balmy Beach 30, Dutchmen de Kitchener-Waterloo 21 Demi-finale de la coupe Grey: Winnipeg 24, Balmy Beach 4 |
| 1954                    | ORFU           | 12   | 1    | 11   | 0    | 169  | 290  | 2   | 3/3            | Non qualifiés |
| Toronto Beaches         |                |      |      |      |      |      |      |     |                | |
| 1955                    | ORFU           | 12   | 1    | 11   | 0    | 101  | 319  | 2   | 3/3            | Non qualifiés |
| 1956                    | ORFU           | 10   | 6    | 4    | 0    | 203  | 183  | 12  | 2/5            | Demi-finale de l'ORFU: Lords de London 35, Beaches 19 |
| 1957                    | ORFU           | 12   | 0    | 12   | 0    | 35   | 570  | 0   | 4/4            | Non qualifiés |